# Pierolapithecus catalaunicus
Pierolapithecus catalaunicus es una especie extinta de primate homínido cuyos primeros fósiles fueron descubiertos en diciembre de 2002 por los trabajadores de una obra de un vertedero y un equipo de paleoantropólogos españoles dirigidos por Salvador Moyà-Solà que se encargaron de las labores de excavación desde el primer momento. El único individuo conocido, que vivió hace unos 13 millones de años (mediados del Mioceno), una época escasamente estudiada, fue bautizado como «Pau». Su importancia estriba en que podría ser el antecesor común del hombre y los grandes simios (gorilas, chimpancés, bonobos y orangutanes).
La descripción del descubrimiento se publicó por primera vez en la edición del 19 de noviembre de 2004 de la revista Science. El nombre genérico se tomó de la ubicación del descubrimiento en el municipio catalán de Els Hostalets de Pierola (Barcelona, España). El conjunto de fósiles se catalogaron como IPS 21350.

## Hallazgo
El 5 de diciembre de 2002 aparece por casualidad al reparar un camino en las obras de ampliación del vertedero de Can Mata, en Els Hostalets de Pierola, un cráneo y una decena de dientes de un antropoide macho de entre 30 y 35 kg de peso de hace entre 12 y 13 millones de años que había sido devorado por carroñeros. La gran importancia del hallazgo reside en que corresponde a una franja cronológica de la que apenas existen fósiles y que es cuando debió existir el antepasado común de los grandes antropoides actuales. Tras la primera campaña de excavación del yacimiento entre mayo y julio de 2003 dirigida por el paleontólogo Salvador Moyà-Solà, del Institut Català de Paleontologia Miquel Crusafont de Sabadell, y que recibió la visita a finales de junio del legendario F. Clark Howell, codirector del Laboratorio de Estudios Humanos de la Universidad de California en Berkeley, se han recuperado 40 fósiles, el análisis de los cuales no estará acabado hasta finales del año, pero del análisis inicial se destaca que se trata de un antropoide que abrió la vía evolutiva de la humanidad al empezar a desplazarse por los árboles en posición vertical, por lo tanto podría ser un antepasado común de humanos, chimpancés, gorilas y orangutanes.
Entre los restos destacan el cráneo, un fragmento maxilar, la rótula, lo que parece ser un fragmento de fémur, media clavícula y fragmentos de las costillas que permitirán reconstruir el tórax, un fragmento de pelvis que ayudará a conocer el tipo de locomoción y huesos de pies y manos que aclararán cómo se agarraba a los árboles. Son precisamente estos últimos los que hacen pensar que se encuentra involucrado en la evolución humana, las falanges de las manos son mayores que las de los pies, al igual que ocurre en los simios que se cuelgan de las ramas, como los orangutanes, y a diferencia de los monos cuadrúpedos.
El antropoide ha sido bautizado con el nombre de Pau, nombre que en el idioma catalán tiene un doble significado, aparte de tratarse del nombre propio castellano Pablo, significa Paz, dado que el antropoide fue dado a conocer en las fechas de las grandes movilizaciones contra la Guerra de Irak (Segunda Guerra del Golfo) de abril de 2003.

## Publicación
El 19 de noviembre de 2004 se publican los resultados del estudio, realizado por el Institut Català de Paleontologia Miquel Crusafont en Sabadell, de los fósiles recuperados en el yacimiento de Barranc de Can Vila 1 (Hostalets de Pierola, Barcelona) desde el 5 de diciembre de 2002. Se nombra un nuevo género y especie, Pierolapithecus catalaunicus (es decir, el mono de Pierola catalán), aunque el espécimen recuperado, correspondiente a un macho de 35 kg y entre 1 y 1,2 m de altura, lleva el apodo de Pau. Los científicos consideran que este antropomorfo, datado entre 12,5 y 13 millones de años, es posiblemente un ancestro común de los grandes simios actuales, incluyendo a los humanos.
«Había poca información sobre el origen del grupo que incluye a los grandes antropomorfos actuales y los humanos», según afirmó Salvador Moyà. «No se sabía de qué época era el antepasado común y cómo era. El registro fósil resultaba hasta ahora muy escaso y por ello había hipótesis contradictorias». Pau cumple con las características que cabía esperar del ancestro común y el registro temporal en el que ha aparecido es el adecuado, pues está muy cercano al propuesto por los genetistas y los biólogos moleculares. Según Meike Köhler, «mientras el resto de los primates tienen el cuerpo más parecido a un gato, los grandes antropomorfos presentan posturas erguidas y el cambio para eso se ve claramente en el cuerpo de Pau».
Aunque ha aparecido en Europa, los investigadores opinan que Pierolapithecus también vivió en África. «Los primates siempre se han generado en ese continente y luego han colonizado otros territorios. Pensamos que Pierolapithecus viene de África y sospechamos que llegó por el camino del Próximo Oriente más que desde el norte de África». El lugar actual tiene bastante de páramo, pero en el Mioceno medio, hace 13 millones de años, la zona era una selva tropical densa y muy húmeda. Para dar una idea de la rica fauna que la poblaba, Salvador Moyà dijo que se podría haber observado entonces la misma variedad que pasando un mes en la actual selva de Sumatra (Indonesia).

## Autores de la especie
Salvador Moyà-Solà (Palma de Mallorca, España 1955), antropólogo del Institut de Paleontologia Miquel Crusafont de Sabadell dependiente de la Diputació de Barcelona 1983-2006, se incorpora en 2006 como investigador en la unidad de Antropología Biológica de la Universitat Autònoma de Barcelona (Bellaterra, Cerdanyola del Vallès, Barcelona), experto en primates del Mioceno. Desde 2007 es director del Institut Català de Paleontologia (ICP), fundación creada por la Generalidad de Cataluña y la Universitat Autònoma de Barcelona en noviembre de 2006.
Meike Köhler (Kiel, Schleswig-Holstein, Alemania 1954), doctorada en Paleontología por la Universidad de Hamburgo. Ha trabajado en el Institut de Paleontologia Miquel Crusafont y ahora trabaja en el Institut Català de Paleontologia (ICP), en el Departamento de Biología Animal, Vegetal y de Ecología de la Universitat Autònoma de Barcelona (UAB).
David Martínez Alba (en muchas fuentes aparece como David M. Alba), estudiante de Biología en la Universidad de Barcelona (UB), ha colaborado con el Institut de Paleontologia Miquel Crusafont desde 1998 y es miembro del equipo investigador que ha desenterrado y descrito al antropomorfo Pau.
Isaac Casanovas i Vilar (Canet de Mar, Barcelona 1980), licenciado en Geología por la Universitat Autònoma de Barcelona (UAB). Estudiante de doctorado, forma parte del equipo investigador que ha sacada a la luz y descrito a Pierolopithecus.
Jordi Galindo i Torres. Miembro de la empresa Paleotheria, SCP y del equipo investigador del yacimiento de Can Vila en Els Hostalets de Pierola.